# Panhellenizm
Panhellenizm – idea zjednoczenia Greków w granicach  cesarstwa bizantyjskiego.
W XIX/XX wieku nacjonalistyczny ruch nowogrecki dążący do zjednoczenia Greków na ziemiach dawnego Cesarstwa Bizantyjskiego. Niepodległa Wielka Grecja miała objąć Tesalię, Epir, Macedonię, Wyspy Egejskie (z Kretą i Cyprem) oraz wybrzeże Azji Mniejszej.